# Shota Ogawa
Shota Ogawa (* 29. November 1998 in der Präfektur Osaka) ist ein japanischer Ringer.

## Werdegang
Shota Ogawa begann als Schüler der Oyodo Junior High School mit dem Ringen. Er konzentriert sich dabei auf den griechisch-römischen Stil. Später wechselte er an die Kasumigauta High School, ehe er 2017 ein Studium an der Nippon Sport Science University in Tokio aufnahm.
Sein erster erwähnenswerter sportlicher Erfolg als Ringer gelang ihm 2012, als er bei der nationalen japanischen Junior-High-School-Meisterschaft im griechisch-römischen Stil in der Gewichtsklasse bis 38 kg den 3. Platz belegte. 2013 wurde er japanischer Juniorenmeister (Cadets) in der Gewichtsklasse bis 42 kg Körpergewicht. Im gleichen Jahr wurde er vom japanischen Ringer-Verband bei der Junioren-Weltmeisterschaft (Cadets) in Zrenjanin in der Gewichtsklasse bis 42 kg eingesetzt. Er schied in Zrenjanin aber früh aus und kam nur auf den 12. Platz.
2015 wurde Shota Ogawa japanischen High-School-Meister in der Gewichtsklasse bis 50 kg Körpergewicht, worauf er zur Junioren-Weltmeisterschaft (Cadets) in Sarajevo entsandt wurde. Er schied allerdings auch bei dieser Meisterschaft früh aus und kam nur auf den 13. Platz.
2017 wurde Shota Ogawa japanischer Vizemeister bei den Senioren in der Gewichtsklasse bis 55 kg. Auf Grund dieses Erfolges konnte er im Juni 2018 beim sog. „Meiji-Cup“ in Tokio, einem Herausforderungs-Turnier des japanischen Ringer-Verbandes, bei dem die Starter für die jeweiligen internationalen Meisterschaften ermittelt werden (Olympische Spiele, Weltmeisterschaft) starten. Er belegte dabei in der Gewichtsklasse bis 55 kg hinter Shota Tanokura den 2. Platz. Im September 2018 kam Shota Ogawa bei der Junioren-Weltmeisterschaft (Juniors) in Trnava nach einem Sieg über Andre Ricardo Cardoso Oliveira Silva aus Portugal und einer Niederlage gegen Zulfigar Alijew aus Aserbaidschan auf den 8. Platz. Wesentlich besser schnitt er bei der U 23-Weltmeisterschaft zwei Monate später in Bukarest in der Gewichtsklasse bis 55 kg ab. Er verlor dort zwar seinen ersten Kampf gegen Witali Kabalojew aus Russland, kam danach aber in der Trostrunde zu einem Sieg über Sebastian Kolompar aus Serbien. Im Kampf um eine der Bronzemedaillen unterlag er aber gegen Amangali Bekbolatow aus Kasachstan.
Bei der japanischen Meisterschaft der Senioren kam Shota Ogawa im Dezember 2018 hinter Hiromu Katagiri und Ken Matsui auf den 3. Platz. Beim "Meiji"-Cup 2019 qualifizierte er sich dann für die Teilnahme an der Weltmeisterschaft dieses Jahres in Nur-Sultan (Kasachstan). Dort siegte er über Jeon Hyeo-kijn, Südkorea und Ilchom Bachramow aus Kasachstan. Im Halbfinale verlor er gegen Nugsari Zurzumia aus Georgien, sicherte sich danach aber durch einen Sieg über Cao Linguo aus China eine Bronzemedaille. Einen Monat später wurde er dann in Budapest mit Siegen über Maksim Visozki, Israel, Pouya Mohammad Naserpour, Iran, Ekrem Öztürk, Türkei und Emin Saferschajew aus Russland sogar U 23-Weltmeister.

## Internationale Erfolge
| Jahr | Platz | Wettbewerb                        | Gewichtsklasse | Ergebnisse |
| 2013 | 12.   | Junioren-WM (Cadets) in Zrenjanin | bis 42 kg      | Sieger: Emin Saferschajew, Ukraine |
| 2015 | 13.   | Junioren-WM (Cadets) in Sarajewo  | bis 50 kg      | Sieger: Giovanni Freni, Italien vor Emin Saferschajew |
| 2018 | 8.    | Junioren-WM (Juniors) in Trnava   | bis 55 kg      | nach einem Sieg über Andre Ricardo Cardoso Oliveira Silva, Portugal und einer Niederlage gegen Zulfigar Alijew, Aserbaidschan                                     |
| 2018 | 5.    | U 23-WM in Bukarest               | bis 55 kg      | nach einer Niederlage gegen Witali Kabalojew, Russland, einem Sieg über Sebastian Kolompar, Serbien und einer Niederlage gegen Amangali Bekbulatow, Kasachstan    |
| 2019 | 3.    | WM in Nur-Sultan (Kasachstan)     | bis 55 kg      | nach Siegen über Jeon Hyeo-kijn, Südkorea und Ilchom Bachramow Usbekistan, einer Niederlage gegen Nugsari Zurzumia, Georgien und einem Sieg über Cao Liguo, China |
| 2019 | 1.    | U 23-WM in Budapest               | bis 55 kg      | nach Siegen über Maksim Visozki, Israel, Pouya Mohammad Naserpour, Iran, Ekrem Öztürk, Türkei und Emin Saferschajew, Russland                                     |

Erläuterungen
- alle Wettkämpfe im griechisch-römischen Stil
- WM = Weltmeisterschaft
- Altersgruppe "Cadets" bis zum 17. Lebensjahr, Altersgruppe "Juniors" bis zum 20. Lebensjahr